# はまゆき (護衛艦)
はまゆき（ローマ字：JS Hamayuki, DD-126）は、海上自衛隊の護衛艦。はつゆき型護衛艦の5番艦。
｢はまゆき｣の名は｢浜に降る雪｣即ち「浜雪」に由来する。なお、艦艇名としては旧海軍通して初の命名である。

## 艦歴
「はまゆき」は、昭和54年度計画2,900トン護衛艦2214号艦として、三井造船玉野事業所で1981年2月4日に起工され、1982年5月27日に進水、1983年11月18日に就役し、第2護衛隊群に直轄艦として編入され佐世保に配備された。
1984年1月26日、第2護衛隊群隷下に第42護衛隊が新編され、同日付で就役した「みねゆき」とともに編入された。
1986年、環太平洋合同演習 (RIMPAC) に参加。
1990年3月6日、第42護衛隊が第3護衛隊群隷下に編成替えとなり、定係港が舞鶴に転籍。
同年、環太平洋合同演習 (RIMPAC) に参加。
1993年、遠洋練習航海に参加。
1995年8月16日から20日にかけて「みねゆき」とともにインドネシアのジャカルタで実施されたインドネシア独立50周年記念国際観艦式に参加。
1997年3月24日、隊番号の改正により第42護衛隊が第3護衛隊に改称。
2001年、航空無事故1万6000回達成の功績により、2級賞状を授与される。
2003年、遠洋練習航海に参加。
2006年2月16日、舞鶴地方隊第24護衛隊に編入。
2008年3月26日、自衛艦隊の大改編により、第24護衛隊が第14護衛隊に改称され、護衛艦隊隷下に編成替え。
2012年3月14日、除籍。
就役期間通しての総航程は約140万キロ、総航海時間は約6万5000時間だった。
2012年7月21日、函館基地隊創立60周年記念行事において、本艦から取り外された主錨が基地を象徴するモニュメントとして正門横に設置された。
2013年3月、ジャパンマリンユナイテッド舞鶴事業所にて実艦的改造を受けた。艦首側から艦尾にかけて10ｍおきに区切った1から13の番号と白及びオレンジ色の塗装が施され、艦上には的や熱源用ドラム缶等が設置された。
2013年10月5日、実弾射撃訓練による射撃処分のため北吸岸壁を離れた。訓練は6日から11日まで若狭湾北方海域で行われ、護衛艦5隻と哨戒機2機による射撃や爆弾投下などの標的となった。

## 歴代艦長
| 代 | 氏名       | 在任期間               | 出身校・期          | 前職                              | 後職                                          | 備考                 |
| -- | ---------- | ---------------------- | ------------------- | --------------------------------- | --------------------------------------------- | -------------------- |
| 01 | 木村 威    | 1983.11.18 - 1985.2.11 |                     | はまゆき艤装員長                  | 第1護衛隊群司令部付 →1985.3.14 第43護衛隊司令 | 1等海佐              |
| 02 | 垣見昌美   | 1985.2.12 - 1986.7.31  | 防大7期             | プログラム業務隊                  | さわかぜ艦長                                  | 1986.7.1 1等海佐昇任 |
| 03 | 高松正彦   | 1986.8.1 - 1988.1.11   | 防大10期            | 海上幕僚監部防衛部教育第1課       | 海上自衛隊第1術科学校教官 兼 研究部員         |                      |
| 04 | 中上修司   | 1988.1.12 - 1989.3.23  | 防大13期            | みくま艦長                        | 自衛艦隊司令部幕僚                            |                      |
| 05 | 阿部重康   | 1989.3.24 - 1991.3.7   | 防大11期            | 海上幕僚監部防衛部運用課          | 第2護衛隊群司令部幕僚                         | 1991.1.1 1等海佐昇任 |
| 06 | 竹中勝義   | 1991.3.8 - 1992.12.20  | 防大16期            |                                   | 海上自衛隊第1術科学校教官 兼 研究部員         |                      |
| 07 | 辻 一敏    | 1992.12.21 - 1994.5.20 | 防大17期            | せとゆき艦長                      | 舞鶴基地業務隊補充部付                        |                      |
| 08 | 川井信良   | 1994.5.21 - 1996.9.29  | 防大17期            | ゆうぐも艦長                      | 第4海上訓練指導隊船務科長                     |                      |
| 09 | 迫田澄博   | 1996.9.30 - 1998.3.22  |                     | いわせ艦長                        | 海上幕僚監部調査部調査第1課 調査第3班長       |                      |
| 10 | 吉田 真    | 1998.3.23 - 1999.3.31  | 防大24期            | 海上幕僚監部防衛部運用課          | 海上自衛隊幹部候補生学校主任教官              | 1999.1.1 1等海佐昇任 |
| 11 | 種生茂美   | 1999.4.1 - 2000.3.23   |                     | なつぐも艦長                      | 誘導武器教育訓練隊研究室長                    |                      |
| 12 | 江之口譲   | 2000.3.24 - 2001.3.22  | 福岡大学・ 30期幹候 | きりしま砲雷長 兼 副長            | 海上自衛隊幹部学校付                          |                      |
| 13 | 由岐中一生 | 2001.3.23 - 2002.3.24  | 防大26期            | 海上幕僚監部防衛部防衛課          | 海上自衛隊幹部学校付                          |                      |
| 14 | 毛利正人   | 2002.3.25 - 2003.10.19 |                     | ひえい砲雷長                      |                                               |                      |
| 15 | 中筋 篤    | 2003.10.20 - 2005.3.24 | 防大29期            | みょうこう砲雷長 兼 副長          | 海上自衛隊幹部候補生学校主任教官              |                      |
| 16 | 梶元大介   | 2005.3.25 - 2006.3.23  | 防大32期            | 海上幕僚監部防衛部防衛課          | 護衛艦隊司令部幕僚                            |                      |
| 17 | 恒益俊春   | 2006.3.24 - 2007.3.25  | 防大29期            | ゆうだち船務長 兼 副長            | たかなみ艦長                                  |                      |
| 18 | 久保健昭   | 2007.3.26 - 2008.8.9   | 防大34期            | あさかぜ船務長                    |                                               |                      |
| 19 | 金子純一   | 2008.8.10 - 2009.8.2   | 駒澤大学・ 42期幹候 | 横須賀地方総監部防衛部            | 護衛艦隊司令部幕僚                            |                      |
| 20 | 山口正之   | 2009.8.3 - 2010.8.16   | 防大28期            | 海上幕僚監部人事教育部 援護業務課 | いなづま艦長                                  |                      |
| 21 | 菊地良勝   | 2010.8.17 - 2012.3.14  | 防大34期            | 統合幕僚監部運用部運用第2課       | 電子情報支援隊研究指導科長                    |                      |

## ギャラリー

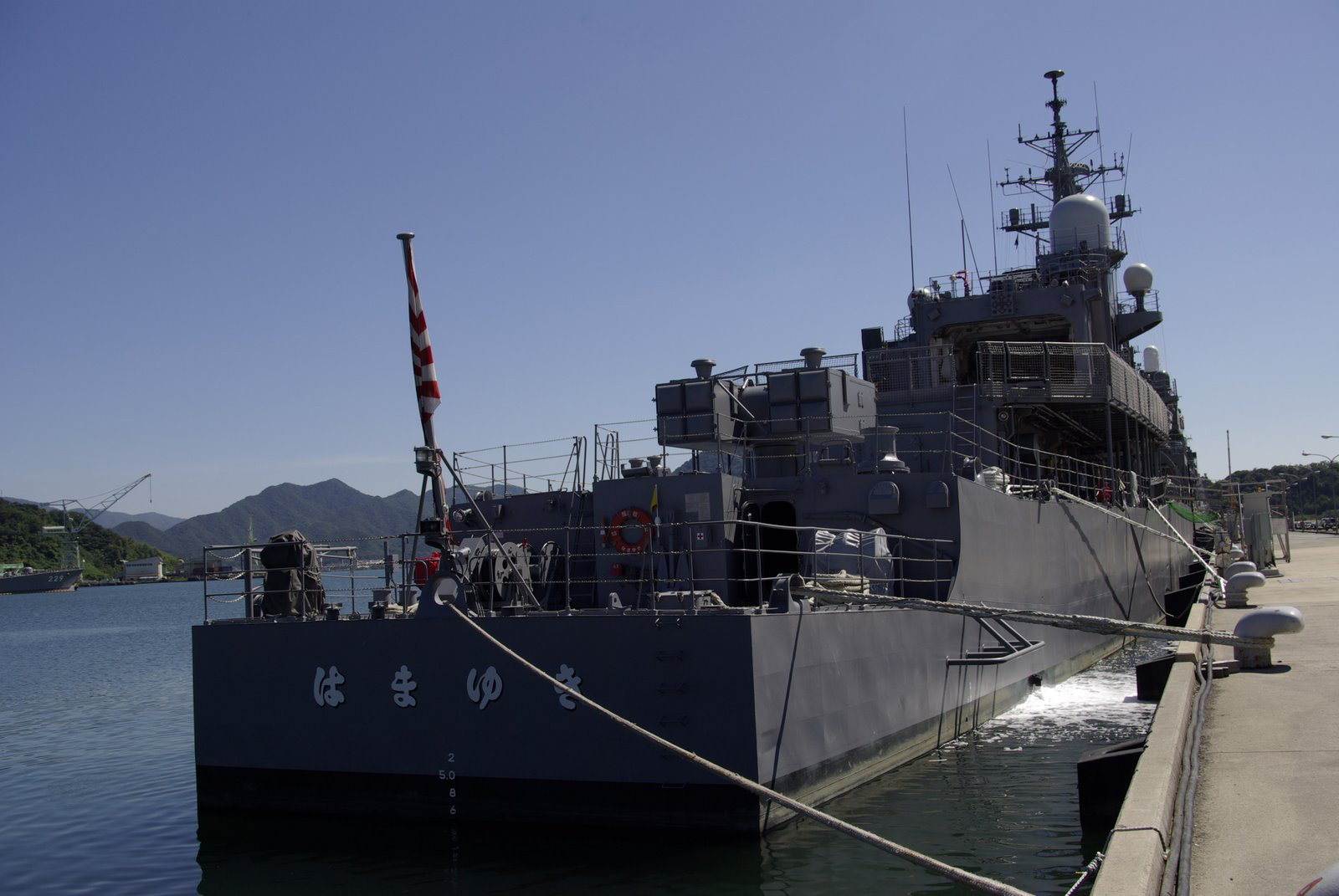
舞鶴基地に停泊中の「はまゆき」
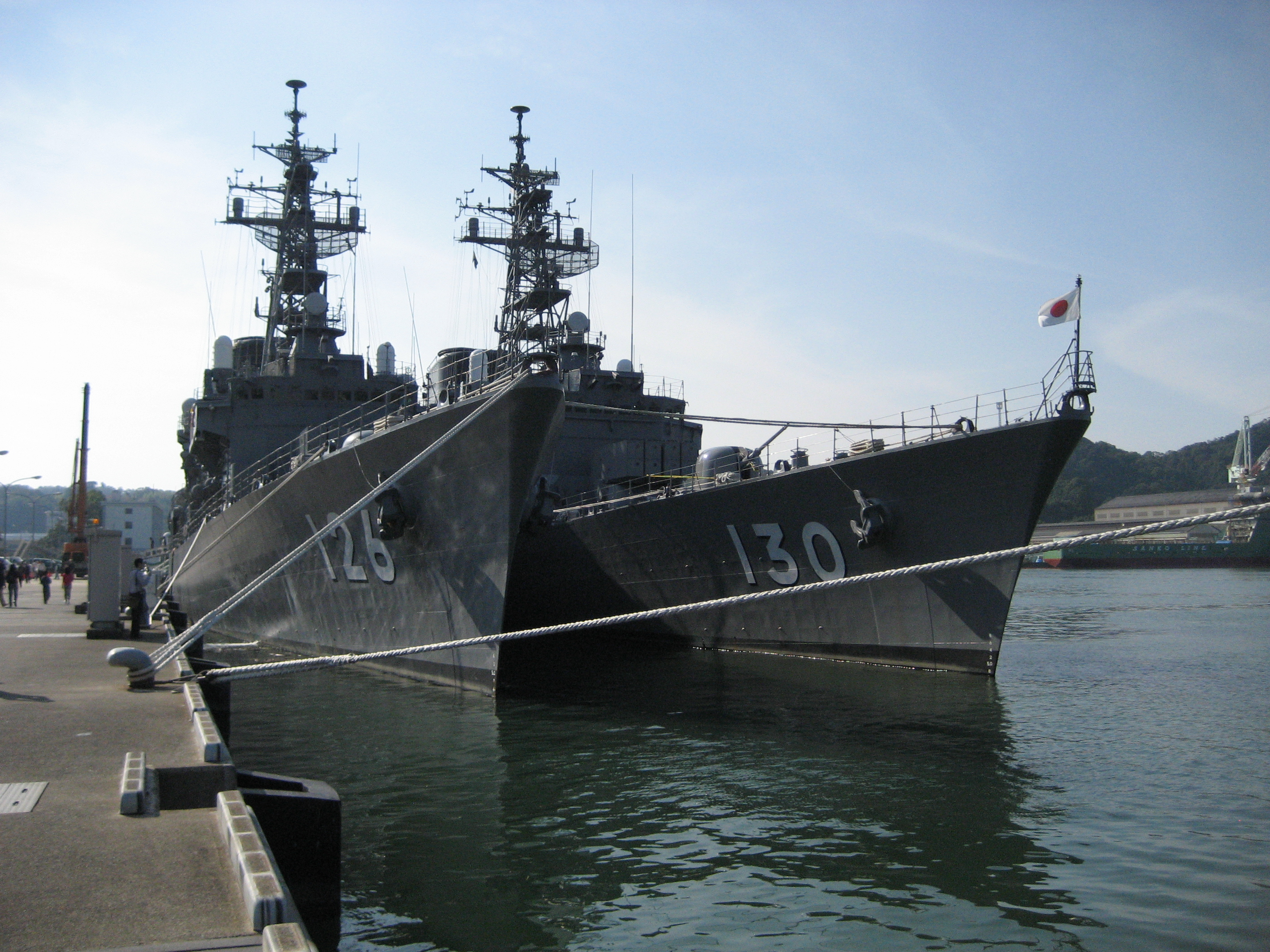
舞鶴・北吹桟橋に係留中の「はまゆき」と「まつゆき」（右）。
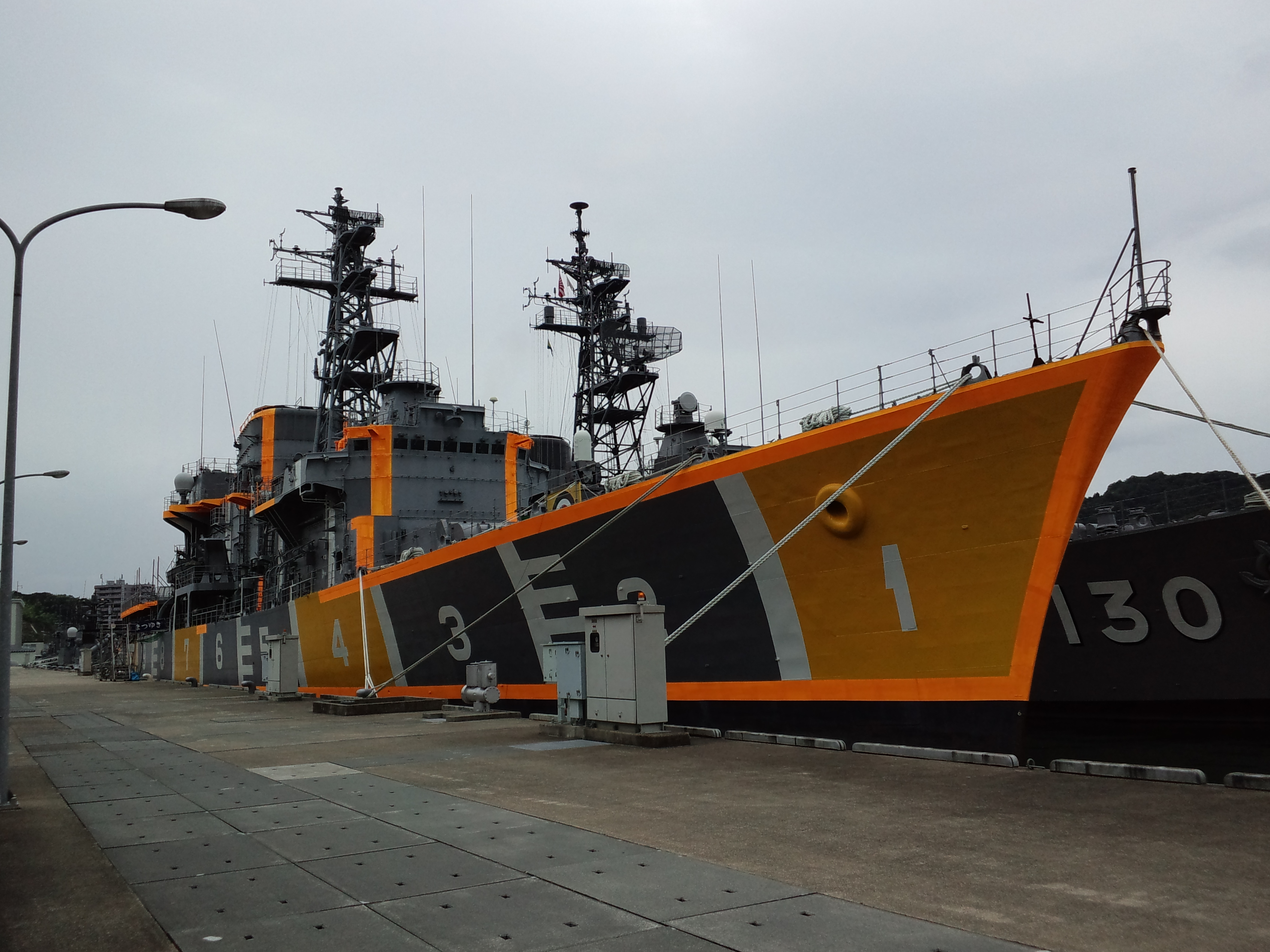
実艦的改造後の元「はまゆき」。舞鶴基地にて。右艦首からの撮影。実艦的としては今までになく派手な塗装となっている。奥に見えているのは「まつゆき」。
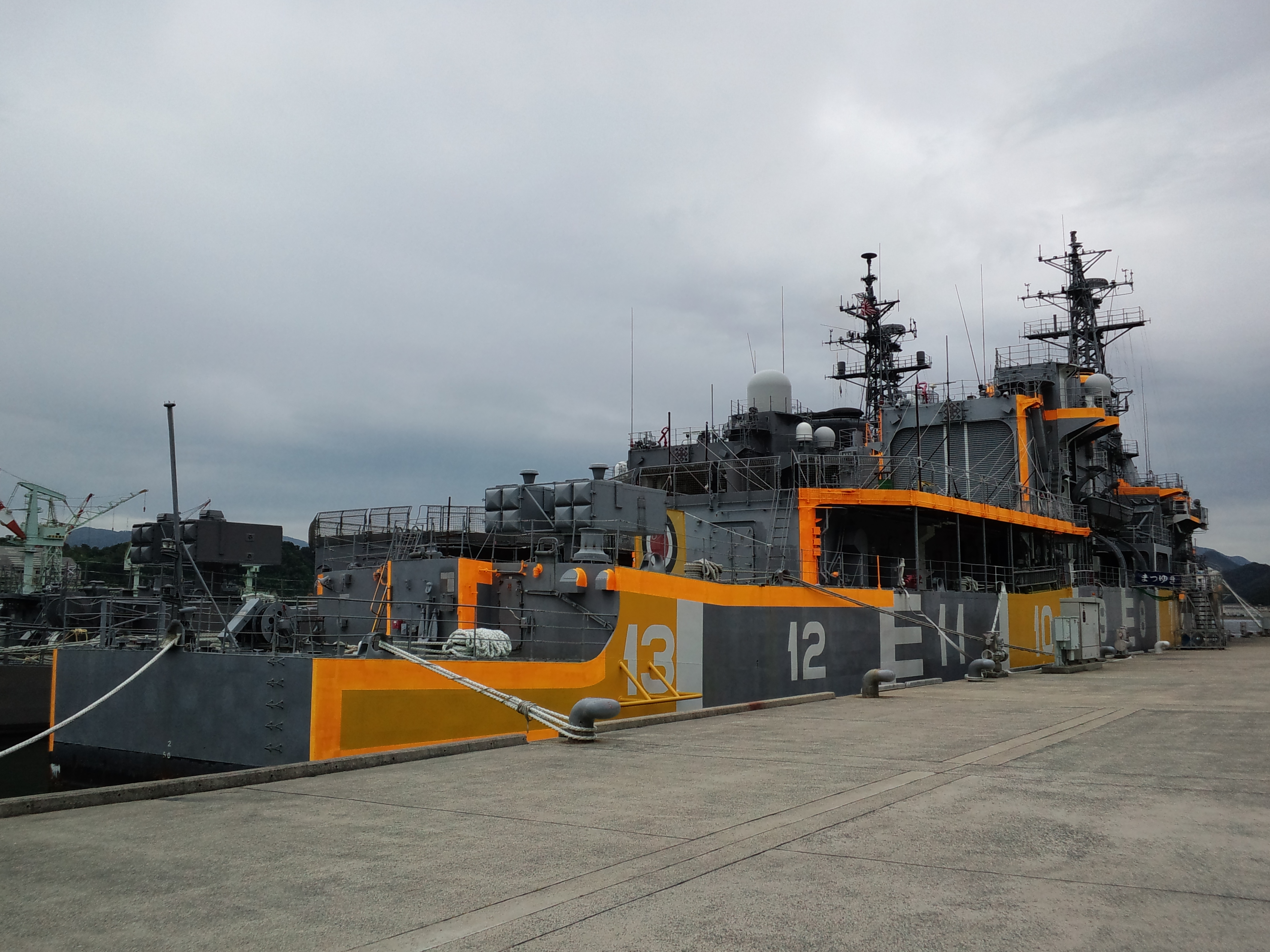
同じく右艦尾側から。艦尾部分の艦名は消され、シースパローランチャーの艦首側に的が設置されている。